# Нечаєво (Бєлгородська область)
Нечаєво (рос. Нечаево) — село у Корочанському районі Бєлгородської області Російської Федерації.
Населення становить 344 особи. Входить до складу муніципального утворення Афанасівське сільське поселення.

## Історія
Населений пункт розташований у східній частині української суцільної етнічної території — східній Слобожанщині.
Згідно із законом від 20 грудня 2004 року № 159 від 20 грудня 2004 року органом місцевого самоврядування є Афанасівське сільське поселення.

## Населення
| 2002 | 2008 | 2010 |
| ---- | ---- | ---- |
| 379  | ↗390 | ↘344 |